# 하푼
하푼(영어: Harpoon)은 원래 맥도널 더글라스사가 개발하여 현재는 보잉 IDS에서 제작 · 생산하고 있는 미국의 전천후, 초지평선 레이더 유도식 대함 미사일이다.

## 역사
1970년대 후반에 하푼 미사일이 실전배치되기 전에는, 미국 해군은 항공모함 공격기와 잠수함으로 적의 순양함을 공격했다. 소련 해군은 항공모함이 없었기 때문에, 대함 순항 미사일에 의존했다. 1950년대 소련은 대함 순항 미사일을 공군 기지에서 이륙한 장거리 전략 폭격기에서 발사해 적의 순양함을 공격했다. 당시에 소련 잠수함에서 발사하는 순항 미사일은 주로 지상 공격용이었다. 그러나 1964년까지 소련 해군의 순양함, 구축함, 잠수함에 대함 미사일이 실전배치되었다. 순양함의 역사 참조.
1977년 최초로 도입된 이래, 2004년에 보잉은 7000번째 하푼 미사일을 인도했다.
미사일 시스템은 또한 해안 폭격 버전인 AGM-84E SLAM(영어: Standoff Land Attack Missile, 원거리 지상 공격 미사일)으로도 개발되었다.
하푼은 액티브 레이다 호밍을 사용하고 생존성과 유효성을 증가시키기 위해 저고도, 시스키밍 순항 궤도를 갖는다.
미사일을 발사할 수 있는 플랫폼은 다음과 같다:
- 수상함 (RGM-84, 고체 로켓 부스터가 장착된다.
- 잠수함 (UGM-84, 고체 로켓 부스터가 장착된다. 수중의 잠수함에서 어뢰관을 통해 발사가능하기 위해 캡슐에 담겨 발사되어 공중에서 캡슐이 벗겨지고 미사일이 날아간다.
- 비행기 (AGM-84, 부스터 없다.)
- 해안 방어 포대

하푼의 최고의 경쟁자는 프랑스의 엑조세 미사일이다.

## 버전과 운용국가

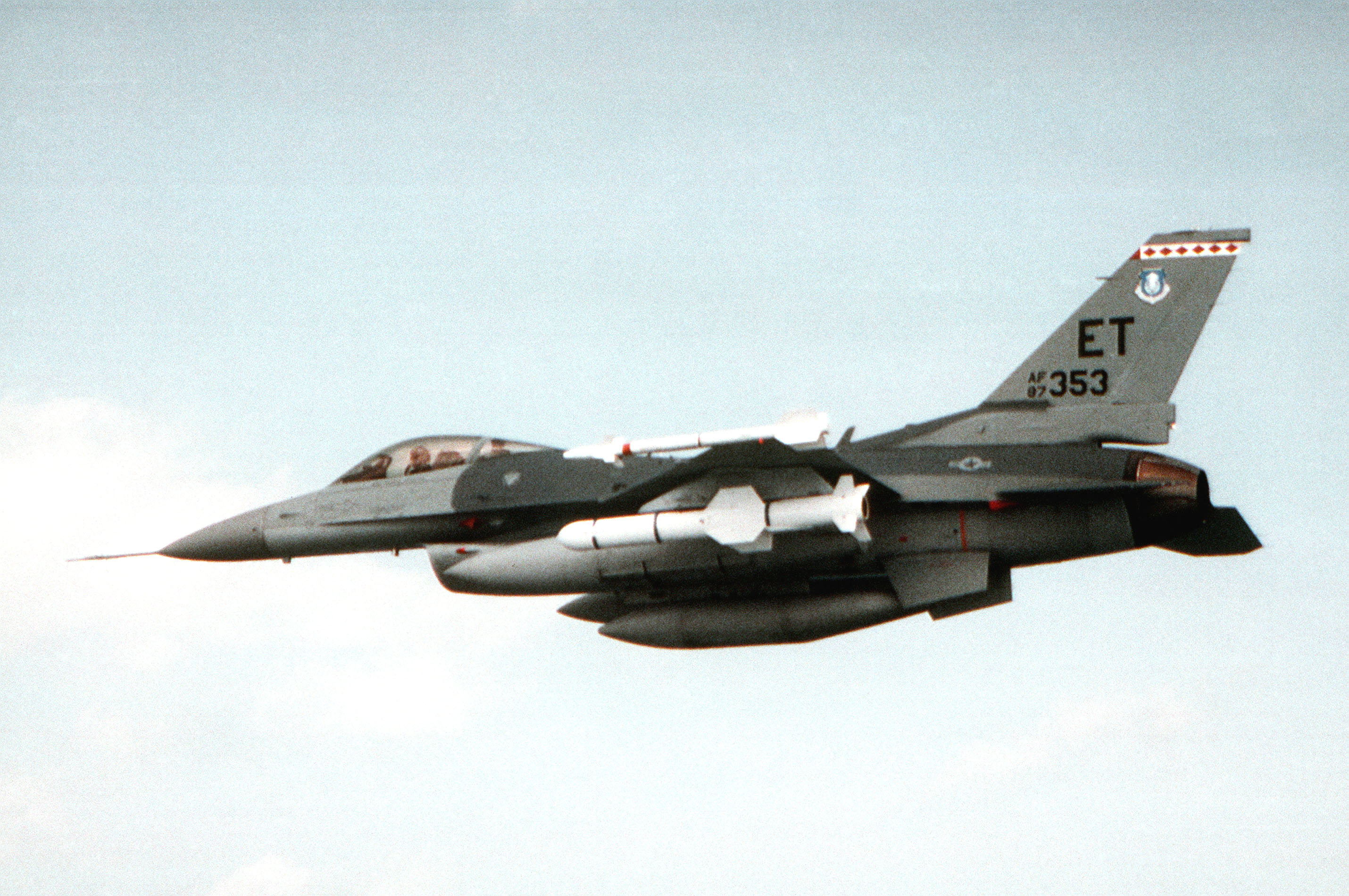
F-16에 장착된 AGM-84 하푼

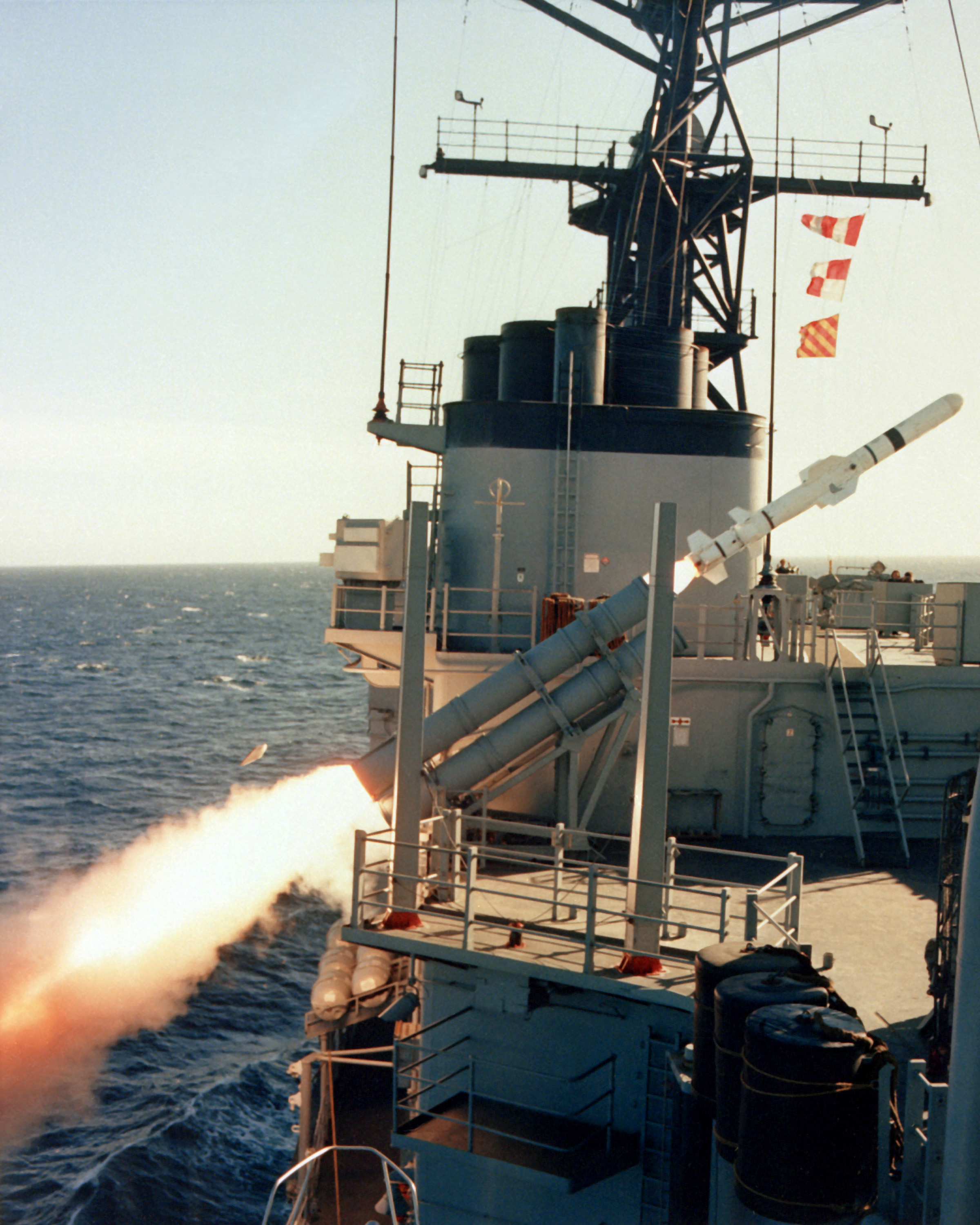
USS Fletcher(DD-992)에서 발사중인 RGM-84 하푼

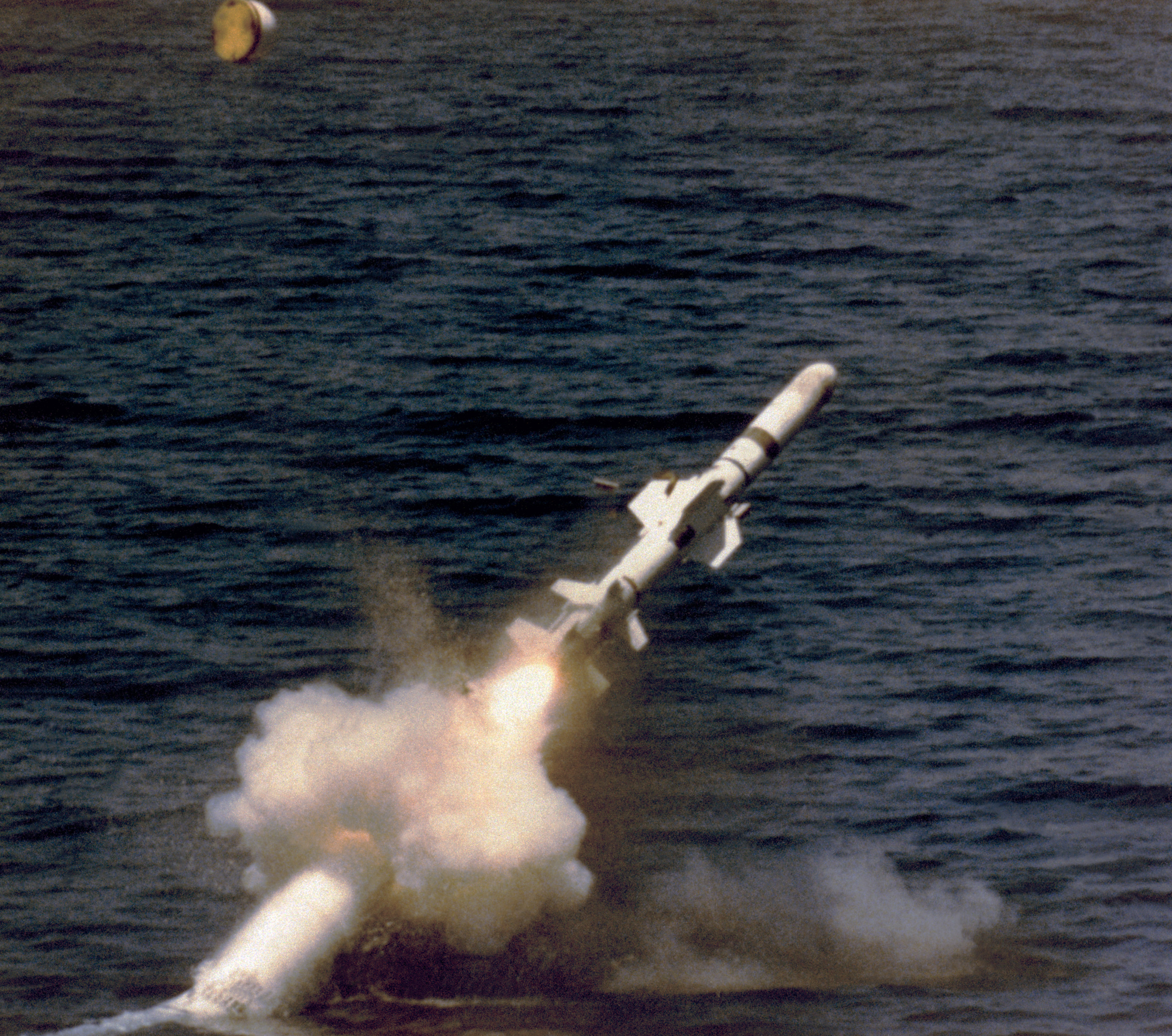
잠수함에서 발사중인 UGM-84 하푼

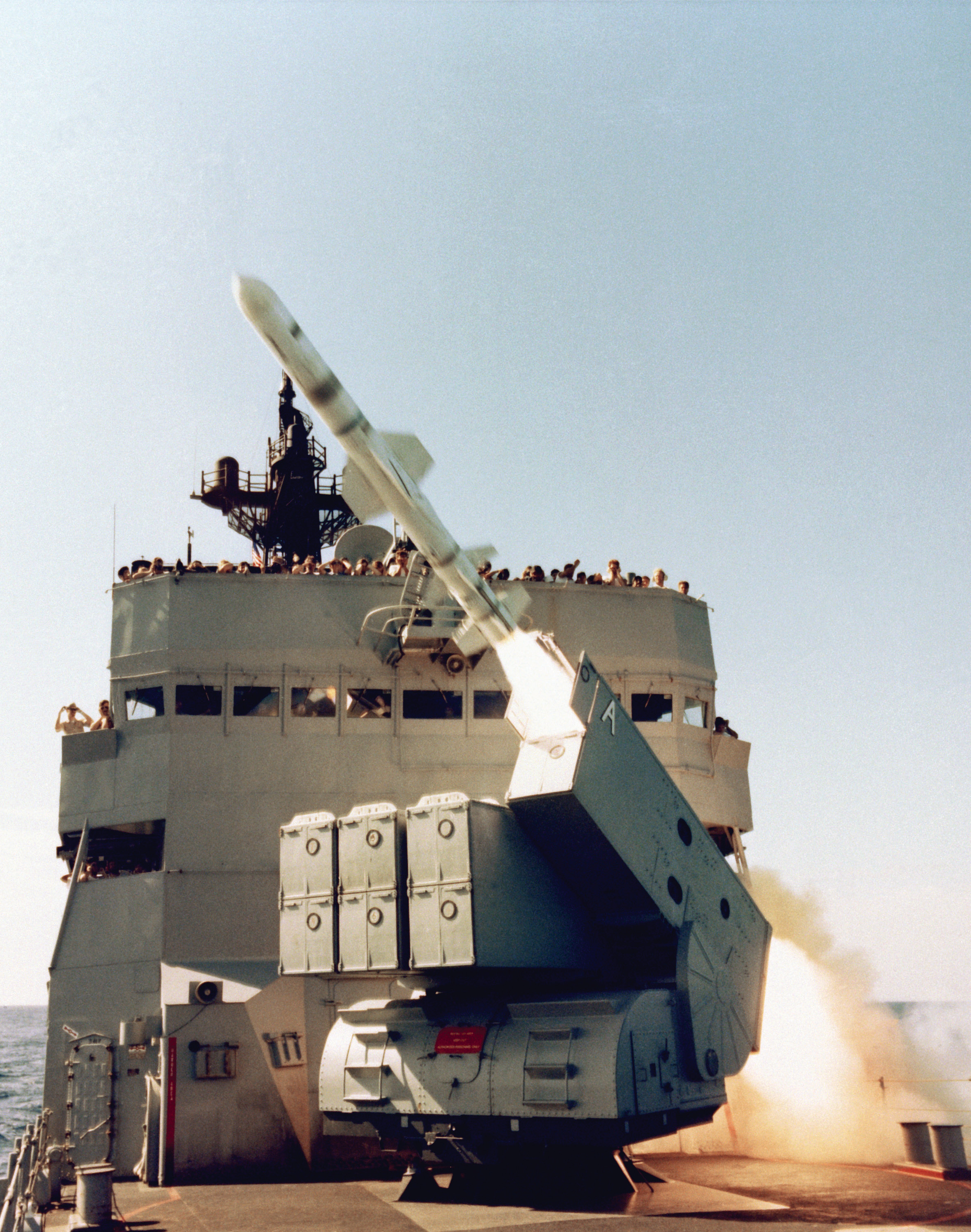
USS Badger (FF-1071)호의 ASROC 발사대에서 발사중인 하푼 미사일

### 오리지널 하푼
이스라엘 아일라트 구축함이 소련의 스틱스 미사일에 격침된 것이 1967년이다. 미국의 하푼은 1977년에 개발되었다. 하푼의 강력한 경쟁자인 프랑스의 엑조세는 1979년에 개발되었다.
하푼은 미국 해군이 함대의 기본 대함 미사일 용도로 개발하였다. AGM-84D은 미 공군의 B-52 폭격기에 탑재되었다. 8에서 12발의 미사일을 나를 수 있었다. AGM-84E는 미국과 아랍에미리트의 F-16에 장착되었다.
오스트레일리아 공군은 AGM-84 시리즈 미사일들을 F-111, F/A-18, P-3 오라이온에서 발사할 수 있다. 이집트 해군은 Harpoon SSM을 8대의 프리깃함과 4대의 잠수함에 탑재하였다.
AGM-84A은 1977년에 최초로 도입되었고, 1979년에 공중 발사 버전이 해군의 P-3 오라이온에 실전배치되었다.

### 하푼 Block II
미주리주 세인트루이스에 있는 보잉의 공장에서 생산되는 AGM/RGM/UGM-84L 하푼 II는 늘어난 조준각도, 발전된 대전자전 기능과 함께 향상된 목표물 조준기능을 갖추었다.
향상된 기능 중의 핵심은 JDAM 프로그램에서 개발된 내부 측정 유니트를 사용하고, SLAM-ER의 소프트웨어, 컴퓨터, GPS 안테나/수신기를 사용한다는 것이다.
해외에서 하푼 II를 최초로 구입한 곳은 덴마크 해군이었다. 1997년에 50개의 업그레이드 키트를 주문했다. 최초의 시스템은 2002년에 인도되었다.
하푼 블록2는 이전 버전과 달리, 지상의 고정 목표물과 해군기지에 정박중인 고정 선박을 공격할 수 있다. UGM-84L이 손원일함에 장착되었으며 AGM-84L이 F-15K에 장착되었다.
2015년 11월 18일 미국 국무부는 1억 1000만달러(약 1280억원)에 UGM-84L 하푼 블록 II 18발을 한국에 수출허가했다. 잠수함에서 함정이나 지상의 목표물을 공격할 수 있고, 사거리도 기존에 배치된 것보다 2배 늘어난 248 km이다. UGM-84L 하푼 블록 II는 장보고급 잠수함에도 탑재가 가능하다.

## 핵탄두
2003년 10월 12일 로스엔젤레스 타임스는 부시 행정부의 고위 관료 2명이 이스라엘이 잠수함에서 발사되는 미국산 하푼 미사일을 개조해서 핵탄두를 탑재했다고 말했다고 보도했다. 이스라엘은 100발 이상의 하푼 미사일을 구매했다.
하푼을 제작하는 보잉사 대변인 Robert Algarotti는 보잉이 하푼에 핵탄두를 탑재하려는 연구를 한 적이 없다고 말했다. 그러나 미국의 핵무기 전문가들은 무게 220 kg 정도의 핵탄두를 하푼에 탑재할 수도 있다고 한다.

## 일반 특성
- 주요기능: 공중 · 함정 · 잠수함 발사식 대함 순항 미사일, 해안 방어 지대함 미사일
- 계약자: 보잉 IDS
- 엔진: Teledyne 터보젯과 지상, 잠수함 발사용 고체추진 부스터
- 추력: 2.9 kN (660 lbf)
- 길이:
  - 공중 발사식: 3.8 m (12 ft 7 in)
  - 지상과 잠수함 발사식: 4.6 m (15 ft)
- 중량:
  - 공중 발사식: 549 kg (1,210.66 lb)
  - 잠수함과 수상함 발사식: 693 kg (1,528.88 lb)
- 직경: 342.9 mm (13.5 in)
- 날개폭: 914.4 mm (36 in) 부스터 포함
- 사거리: 초수평선, 110 km 이상 (60 해리, 70 mi)
- 속도: 아음속, 대략 850 km/h (460 노트, 240 m/s, 530 mph)
- 유도방식: 레이다 고도계에 의한 시스키밍 순항, 액티브 레이다 종말유도
- 탄두: 231 kg (510 lb), penetration high-explosive blast
- 단가: US$720,000
- 실전배치일:
  - 수상함 발사식 (RGM-84A): 1977년
  - 공중 발사식 (AGM-84A): 1979년
  - 잠수함 발사식 (UGM-84A): 1981년
  - SLAM (AGM-84E): 1990년
  - SLAM-ER (AGM-84H): 1998년 (인도); 2000년 (최초 작전 사용, IOC)
  - SLAM-ER ATA (AGM-84K): 2002년 (IOC)

## 같이 보기
- 스틱스 미사일: 하푼이 등장하기 전에 위력을 떨친 소련의 대함 미사일. 이 미사일로 인해 서방이 대함 미사일을 개발하게 되었다.
- 해성 미사일: 한국이 국산화에 성공한 대함 유도탄. 한국형 하푼.
- 가브리엘 미사일: 이스라엘이 국산화에 성공한 대함 유도탄. 이스라엘형 하푼.
- 90식 함대함 미사일: 일본이 국산화에 성공한 대함 유도탄. 일본형 하푼.
- SS-N-27 - 러시아의 대함미사일. 사거리 300 km